# 7. periódusbeli elemek
A 7. periódus elemei azok a kémiai elemek, melyek a periódusos rendszer hetedik periódusában (sorában) találhatók. A periódusos rendszer sorai a kémiai elemeknek a rendszám növekedésével ismétlődő (periodikus) tulajdonságait jelenítik meg: ott kezdődik új sor, ahol a tulajdonságok ismétlődni kezdenek, amiből következik, hogy a hasonló viselkedésű elemek egy oszlopba kerülnek. A hetedik periódusba 32 elem tartozik, ezek leginkább a 6. periódusbeli elemekre hasonlítanak. A sor első tagja a francium, utolsó eleme pedig az oganeszon, a 2020-ban ismert legnehezebb elem. Fő szabályként a 7. periódus elemeinél először a 7s alhéj töltődik fel, majd ezután következnek az 5f, 6d és 7p pályák, ebben a sorrendben – de ez alól léteznek kivételek, például az urán.

## Tulajdonságok
A 7. periódus összes eleme radioaktív. Ide tartoznak az aktinoidák, amelyek között ott van a plutónium, a természetben előforduló legnehezebb atommaggal. Az ezt követő elemeket csak mesterségesen lehet létrehozni. A mesterségesen előállíthatóak közül az első öt (az ameríciumtól az einsteiniumig) makroszkopikus mennyiségben már létezik, a legtöbbjük rendkívül ritka, csak mikrogrammnyi vagy annál kisebb mennyiségek készültek belőlük. Az aktinoidák után található transzaktinoida vagy szupernehéz elemeket csak laboratóriumban azonosították, mennyiségük pedig egyszerre eddig még nem haladta meg a pár atomnyit. 
Mivel ritkaságukból fakadóan gyakorlati kísérleteket igen ritkán végeznek velük, periodikus és csoportbeli tulajdonságaik kevésbé ismertek, mint a többi periódus esetében. Míg a francium és a rádium a saját csoportjukra jellemző tulajdonságokkal bírnak, addig az aktinoidák jóval változatosabban viselkednek és sokkal többféle oxidációs állapotuk van, mint a lantanoidáknak. Ezek a sajátosságok több tényező együttes hatásának eredményei, többek között a nagy fokú spin-pálya kölcsönhatás és a relativisztikus hatások, ez utóbbiak oka a a nehéz atommagok nagyon nagy pozitív töltése. A periodicitás nagyjából az összes elemre érvényes, melyeknél a 6d alhéj töltődik fel, és a moszkóvium és a livermórium esetére is igaznak jósolják, de a maradék négy elemre, melyeknél a 7p alhéj épül ki – nihónium, fleróvium, tenesszium és oganeszon – már a csoport alapján várt jellemzőktől jelentősen eltérő tulajdonságokat becsülnek.

## Elemek
| Kémiai elem | Kémiai elem | Kémiai elem  | Csoport             | Elektronszerkezet          | Előfordulás             |
| ----------- | ----------- | ------------ | ------------------- | -------------------------- | ----------------------- |
| 87          | Fr          | Francium     | Alkálifémek         | [Rn] 7s1                   | Radioaktív bomlástermék |
| 88          | Ra          | Rádium       | Alkáliföldfémek     | [Rn] 7s2                   | Radioaktív bomlástermék |
| 89          | Ac          | Aktínium     | Aktinoidák          | [Rn] 6d1 7s2 (*)           | Radioaktív bomlástermék |
| 90          | Th          | Tórium       | Aktinoidák          | [Rn] 6d2 7s2 (*)           | Primordiális            |
| 91          | Pa          | Protaktínium | Aktinoidák          | [Rn] 5f2 6d1 7s2 (*)       | Radioaktív bomlástermék |
| 92          | U           | Urán         | Aktinoidák          | [Rn] 5f3 6d1 7s2 (*)       | Primordiális            |
| 93          | Np          | Neptúnium    | Aktinoidák          | [Rn] 5f4 6d1 7s2 (*)       | Radioaktív bomlástermék |
| 94          | Pu          | Plutónium    | Aktinoidák          | [Rn] 5f6 7s2               | Radioaktív bomlástermék |
| 95          | Am          | Amerícium    | Aktinoidák          | [Rn] 5f7 7s2               | Mesterséges             |
| 96          | Cm          | Kűrium       | Aktinoidák          | [Rn] 5f7 6d1 7s2 (*)       | Mesterséges             |
| 97          | Bk          | Berkélium    | Aktinoidák          | [Rn] 5f9 7s2               | Mesterséges             |
| 98          | Cf          | Kalifornium  | Aktinoidák          | [Rn] 5f10 7s2              | Mesterséges             |
| 99          | Es          | Einsteinium  | Aktinoidák          | [Rn] 5f11 7s2              | Mesterséges             |
| 100         | Fm          | Fermium      | Aktinoidák          | [Rn] 5f12 7s2              | Mesterséges             |
| 101         | Md          | Mendelévium  | Aktinoidák          | [Rn] 5f13 7s2              | Mesterséges             |
| 102         | No          | Nobélium     | Aktinoidák          | [Rn] 5f14 7s2              | Mesterséges             |
| 103         | Lr          | Laurencium   | Aktinoidák          | [Rn] 5f14 7s2 7p1 (*)      | Mesterséges             |
| 104         | Rf          | Raderfordium | Átmenetifémek       | [Rn] 5f14 6d2 7s2          | Mesterséges             |
| 105         | Db          | Dubnium      | Átmenetifémek       | [Rn] 5f14 6d3 7s2          | Mesterséges             |
| 106         | Sg          | Sziborgium   | Átmenetifémek       | [Rn] 5f14 6d4 7s2          | Mesterséges             |
| 107         | Bh          | Bohrium      | Átmenetifémek       | [Rn] 5f14 6d5 7s2          | Mesterséges             |
| 108         | Hs          | Hasszium     | Átmenetifémek       | [Rn] 5f14 6d6 7s2          | Mesterséges             |
| 109         | Mt          | Meitnérium   | Átmenetifémek (?)   | [Rn] 5f14 6d7 7s2 (?)      | Mesterséges             |
| 110         | Ds          | Darmstadtium | Átmenetifémek (?)   | [Rn] 5f14 6d8 7s2 (?)      | Mesterséges             |
| 111         | Rg          | Röntgénium   | Átmenetifémek (?)   | [Rn] 5f14 6d10 7s1 (?)     | Mesterséges             |
| 112         | Cn          | Kopernícium  | Másodfajú fémek     | [Rn] 5f14 6d10 7s2 (?)     | Mesterséges             |
| 113         | Nh          | Nihónium     | Másodfajú fémek (?) | [Rn] 5f14 6d10 7s2 7p1 (?) | Mesterséges             |
| 114         | Fl          | Fleróvium    | Másodfajú fémek (?) | [Rn] 5f14 6d10 7s2 7p2 (?) | Mesterséges             |
| 115         | Mc          | Moszkóvium   | Másodfajú fémek (?) | [Rn] 5f14 6d10 7s2 7p3 (?) | Mesterséges             |
| 116         | Lv          | Livermórium  | Másodfajú fémek (?) | [Rn] 5f14 6d10 7s2 7p4 (?) | Mesterséges             |
| 117         | Ts          | Tenesszium   | Másodfajú fémek (?) | [Rn] 5f14 6d10 7s2 7p5 (?) | Mesterséges             |
| 118         | Og          | Oganeszon    | Nemesgázok (?)      | [Rn] 5f14 6d10 7s2 7p6 (?) | Mesterséges             |
(?) Előrejelzés
(*) Kivétel a Madelung-szabály alól.

## Fordítás
Ez a szócikk részben vagy egészben  a   Period 7 element című angol Wikipédia-szócikk ezen változatának fordításán alapul.  Az eredeti cikk szerkesztőit annak laptörténete sorolja fel. Ez a jelzés csupán a megfogalmazás eredetét és a szerzői jogokat jelzi, nem szolgál a cikkben szereplő információk forrásmegjelöléseként.